# Hrobník (novela)
Hrobník je novela Karla Sabiny. První vydání pochází z roku 1837 (časopis Květy); knižní pak z roku 1844 (vydáno v Praze u Jaroslava Pospíšila).
V novele je zobrazen život hrobníka, který kvůli nenaplněné lásce mladé hraběnky a ústrkům od jejího bratra spáchá zločin.
Přes relativně krátký rozsah zobrazuje novela komplikované osudy nejen hrobníka, ale i jeho nešťastně zamilované dcery.

## Příběh
Příběh začíná v blíže neurčené vesnici K..., kde si několik občanů vypravuje pověst o tamějším rybníku. Ten se totiž stal místem smrti mnoha lidí. Na jeho hrázi bylo před 16 lety nalezeno i bezhlavé tělo hraběte Věnceslava. Vrah ani motiv činu nebyl nikdy vypátrán.
Během vypravování přichází zpráva o smrti klášterní panny Alžběty, sestry Věnceslava.
Vypravuje se o novém pánovi, knížeti Vilímovi (syn Věnceslavův). O něm se traduje, že má zvláštní povahu. S nikým příliš nekomunikuje, pouze s místním hrobníkem, jehož po nocích často navštěvuje na hřbitově. Místní hrobník se zdá vesničanům také zvláštní. Přestože žije ve vesnici mnoho let, nikomu se nepodařilo zjistit nic o jeho minulosti. Žije pouze se svojí dcerou Klárou. Hrobník je popisován jako chytrý a tajemný muž, ale kvůli jeho tajemné povaze z něj mají lidé trochu strach. Dokázal však vychovat svou dceru k nábožnosti a počestnosti.
V další části příběhu přemlouvá hrobník Kláru k odchodu do kláštera, aby ji ochránil před světem, kterému už sám nevěří. Klára je zamilována do Vilíma (ten o jejím citu vůbec neví). Zdá se, že hrobník se této lásce snaží zabránit. Donutí Kláru přísahat, aby se citu k Vilímovi zřekla.
Z pozdějšího rozhovoru hrobníka s Vilímem vyplývá, že Věnceslav byl asi svůdcem hrobníkovy ženy a že Vilím je rozhodnut najít vraha svého otce. Zároveň Vilím schvaluje hrobníkovu snahu poslat Kláru do kláštera; pozemská láska podle něj nemá smysl a je pouze malicherností. Svědkem tohoto rozhovoru je Klára, která se poté rozhodne zamlčet své pocity vůči knížeti. Při pohřbu Alžběty hrobník duševně onemocní. Po několika týdnech se mu vrací síly, ale stále se u něho projevují noční záchvaty šílenosti.
Jedné bouřkové noci je Vilím svědkem toho, jak hrobník vykopává Alžbětin hrob, pláče nad jejím tělem a na konec mrtvé ukradne šperky. Tehdy Vilím těžce onemocní. Vyprosí si za ošetřovatelku Kláru. Snaží se skrz ni zjistit hrobníkovo tajemství. Jeho stav se stále zhoršuje. Tuší blížící se smrt a chce Kláře zaplatit za její péči. To ji velmi raní, protože Vilíma stále miluje a starala se o něj z lásky k němu. Vilím je o několik okamžiků později lékařem prohlášen za mrtvého.
Jeho tělo je přeneseno do rodinné hrobky. Vilím však není skutečně mrtvý, prodělal pouze jakýsi záchvat, v jehož důsledku upadl do bezvědomí. Absence srdečního pulsu a tělesný chlad oklamaly lékaře. Vilím není schopný žádného pohybu a pouze vnímá dění okolo sebe a v rakvi doufá v rychlou smrt. U rakve se střídá několik lidí. Mezi nimi i Klára, která se vyzná ze své lásky k němu. Nyní Vilím pochopí, co k němu celou dobu cítila, ale je pozdě. Po chvíli přichází i hrobník. Klára se ukrývá a pozoruje svého otce. Ten otevře rakev a i on se vyznává. Před lety zabil Vilímova otce Věnceslava, který mu neustále ubližoval. Prosí mrtvého za odpuštění a proklíná se. Při pokusu zbavit mrtvého šperků poraní Vilíma a ten se bolestí probouzí. Scéna končí výkřikem Kláry a prchajícím hrobníkem.
V následujících dnech se po hrobníkovi pátrá. Občas je viděn ve vesnici. Zešílel. Prohlašuje se za tygra, který zabije kohokoliv, kdo se jej pokusí zadržet. 

Vilímovo chování ke Kláře se změnilo. Zamiloval se do ní a pravidelně ji navštěvuje. Zbavuje ji přísahy, kterou dala otci. Klára se podvolí svým citům. Ve vzájemném objetí jsou pak přistiženi hrobníkem, který hodí po Vilímovi kyjem, ale mine. S šíleným smíchem hrobník utíká a křičí, že se už pomstil. V dáli je vidět hořící vesnice – hrobníkova pomsta.
V další části příběhu jsou prozkoumány hrobníkovy osobní zápisky. Je z nich rekonstruován jeho dřívější život. Během studentských let si vysloužil pro svou povahu přezdívku Smutný. Byl pilný student a zajímal se pouze o studium. Zamiloval se do mladé dívky, Luisy, a také ona mu projevila náklonnost. Jejich vztahu nepřál Luisin bratr Věnceslav, jenž několikrát zesměšnil Smutného. Nevraživost vyvrcholí v den Věnceslavovy svatby, kdy z pomsty a vzteku Smutný bodne hraběte dýkou do prsou. Hrabě se z vážného zranění uzdravuje a spolu se svou novou ženou odjíždí. Zpět se navrátí až po narození syna Vilíma. Smutný utekl. Luisa vstupuje do kláštera, kde přijme nové jméno – Alžběta. Po několika letech se Smutný vrací, vyhledá Alžbětu (Luisu) a navrhuje jí společný odchod. Její city už ale nejsou tak silné. Nalezla své poslání v odpírání světského života, proto odmítá.
Smutný nachází útěchu a později i lásku v dceři nedávno zemřelého hrobníka, Marince. Sám se pak stává místním hrobníkem. Pozoruje, jak se o Marinku začíná zajímat Věnceslav a tuší jeho záměry, přesto nezasáhne a čeká, jak zareaguje Marinka sama. Velmi se upíná k její oddanosti. Jednou se Marinka hraběti podvolí. Zdrcený hrobník v noci Věnceslava zabije na hrázi rybníka. Nechtěným svědkem tohoto činu se stala Alžběta, která však do smrti mlčí. Hrobník se s ní – svou bývalou láskou – už ale za jejího života nikdy nespatří.
Marince se narodí Věnceslavova dcera, Klára. Marinka po porodu umírá. Kláru přijme hrobník za svou a vychová ji. Protože je přesvědčen, že za pádem jeho ženy byla bída, rozhodne se zajistit Kláře budoucnost tím, že okrádá mrtvé a jejich poklady pro ni schovává.
V závěru příběhu se časová linie vrací zpět do přítomnosti. Klára vstupuje do kláštera. Loučí se s Vilímem. Oba už vědí, že jsou sourozenci. Zničený Vilím natrvalo odjíždí. Během obřadu Klářina přijetí do kláštera je přineseno hrobníkovo tělo, jež bylo nalezeno v rybníce. V poslední fázi obřadu se Klára pokládá obličejem k zemi a nadobro se stává klášterní sestrou. V této pozici Klára umírá.

## Percepce díla
Hrobník patřil mezi nejúspěšnější novelistická díla své doby. Sabina skrz něj přivedl do české literatury prvky frenetické literatury (i některé rysy gotického románu). Aplikací tohoto cizího žánru na české prostředí vznikla nezvyklá podoba frenetismu (zapříčiněná především rozdílností charakteru českého a francouzského (popř. anglického) přírodního rázu).
Mimo frenetismu je Hrobník silně ovlivněn romantismem – prostor (hřbitov, tajemný rybník), čas (děj se často odehrává v noci za bouře) i romantický typ hrdiny (hrobník i Vilím).
Už v době prvního vydání novely se vyskytly názory obviňující Sabinu z krádeže rukopisu Hrobníka z pozůstalosti K. H. Máchy. Sabina měl jako vydavatel Máchových spisů přístup k dosud nepublikovaným dílům tohoto básníka.
Podpora těchto kritických názorů spočívala v podobnosti Hrobníka a Máchova díla. Nápadná je především podoba s Máchovými Cikány. Obě tato díla spojují prvky dávné viny, msty a trestu i zasazení příběhu do krajiny Kokořínska. Podobu lze nalézt také v postavě hrobníka a kata (Máchův nedokončený historický cyklus).